# Домашнє державне регулювання
Домашнє державне регулювання є принципом у праві Європейської Унії для вирішення колізій законодавства між державами-членами при роботі з транскордонним продажем або маркетингом товарів і послуг. Принцип стверджує, що якщо дія або послуга виконується в одній країні, а отримується в іншій, то застосовним правом є право країни, де виконується дія або надається послуга. Його також називають контролем країни походження, правилом країни походження або принципом країни походження. Це одне з можливих правил законодавства ЄУ, зокрема права Європейського єдиного ринку, яке визначає, які закони застосовуватимуться до товарів або послуг, що перетинають кордон держав-членів.
Протилежним принципом є регулювання приймаючої держави або принцип країни прийому. У директиві або регламенті, де застосовується цей принцип, якщо фірма, що базується в країні А, продає клієнтам, які проживають у країні Б, вони регулюються відповідно до законів країни Б. Регулювання приймаючої держави іноді розглядається як перешкода єдиному ринку, оскільки фірмам необхідно знати 28 наборів національного законодавства. Однак також стверджується, що це забезпечує кращий захист споживачів, які навряд чи знають про свої права згідно із законодавством інших держав-членів ЄУ.

## Політичні цілі
«Принцип країни походження» — це правило, яке іноді просувається з наміром полегшити вільний рух товарів або постачальників послуг, щоб заохотити транскордонну конкуренцію або, можливо, заохотити окремих осіб чи компанії тестувати інші ринки без необхідності закріпитися на цільовому ринку. Іноді це також має на меті звільнити постачальників товарів і послуг від обов'язку пристосовуватись до кількох регулятивних режимів під час транскордонної торгівлі з одного місця.
Домашнє державне регулювання часто проводиться для того, щоб допомогти єдиному ринку, оскільки фірмам потрібно знати лише закони своєї країни, а не 27 наборів національного законодавства.

## Застосування
Законодавство ЄУ вимагає, щоб товари чи послуги, вироблені законно в одній державі-члені, мали безперешкодний доступ до ринків інших держав-членів. Останнім не дозволяється застосовувати свої закони, за винятком особливих обставин. Коли їм дозволяється це робити, це відбувається на основі спеціально розробленого тесту, який називається Загальним тестом на відповідність вимогам. Наприклад, якщо продаж товарів здійснюється через Інтернет із вебсайту у Франції покупцеві в Італії, принцип країни походження вважатиметься застосовним, якщо до транзакції застосовано законодавство Франції, а країна принцип прийому, якби італійське право переважало.
Положенням, що лежить в основі чотирьох свобод (і, отже, контролю країни походження), є заборона дискримінації за національністю: стаття 12 (колишня 6) Договору про ЄУ. Протягом багатьох років ця політика розвинулась і включала заборону на деякі види поведінки, які не були дискримінаційними, оскільки їх впровадження створювало перешкоди для торгівлі між державами. У директиві чи регламенті, де застосовується регулювання країни походження, якщо фірма, що базується в країні А, продає клієнтам, які живуть у країні Б, вони регулюються відповідно до законів країни А. Своєю чергою, країна Б повинна прийняти, що закони країни А є достатніми за принципом взаємного визнання.
У сфері товарів, що таке «недискримінаційні» перешкоди і як їх усунути, було роз'яснено Судом Справедливости у справах Кассіса (C-120/78, [1979] ECR 649) і Кека (об'єднані справи C-267 та 268/). У сфері послуг це було зроблено у справі Сегера (C-76/90, [1991] ECR I-4221), а у сфері заснування — у справі Ґебгарда (C-55/94, [1995] ECR I-4165). Суть цих справ полягає в тому, що товари та послуги, законно вироблені в одній державі (державі походження), стають доступними в іншій державі (приймаючій державі), де остання лише у виняткових випадках може застосувати своє законодавство до зазначеного товару чи послуги. Іншими словами, як тільки товар або послуга отримує «паспорт» у державі походження, вона може вільно експортуватися до будь-якої іншої держави-члена.

### Новий підхід як основа контролю країни походження
Новий підхід складається з трьох важливих елементів:
- мінімальна гармонізація
- взаємне визнання правил
- контроль рідної країни

і ґрунтувався на забороні недискримінаційних перешкод у торгівлі.
Перша частина, мінімальна гармонізація, має на меті уніфікувати абсолютний мінімум необхідних стандартів. Це, своєю чергою, уможливило б взаємне визнання законів, де основна частина правового контролю здійснюється в країні походження (державі походження), а країна призначення визнає регулятивні повноваження першої. Це вважалося доцільним, оскільки контроль здійснюватиметься в першому порту заходу, і, оскільки існуватиме мінімум взаємних стандартів, не буде небезпеки зниження суворості до стандартів найменш розвиненої держави.
Наприклад, банківська послуга є частиною ширших зусиль з гармонізації фінансових послуг. Французький банк може відкрити філію у Сполученому Королівстві, і весь пруденційний нагляд здійснюється у Франції. Консолідована директива щодо діяльності кредитних установ від 2000 року представляє мінімум гармонізованого законодавства ЄУ. Сполучене Королівство (приймаюча держава) зобов'язана визнати той факт, що лише Франція як країна походження (базова держава) має право здійснювати пруденційний нагляд. Таким чином, існує лише один контроль у державі походження, і подвійний тягар контролю в обох державах, що робить послугу менш конкурентоспроможною, зникає. Єдиний варіант для Сполученого Королівства застосувати своє законодавство до цієї банківської послуги — це виправдати її за критерієм General Good.

### Приклади застосування
Директива 2000/31/EC, широко відома як Директива про електронну комерцію, встановлює, що принцип країни походження має переважати в європейському законодавстві для більшості, але не всіх, послуг інформаційного суспільства. Декларація 22 цієї Директиви зазначає:
Послуги інформаційного суспільства слід контролювати з джерела діяльності, щоб забезпечити ефективний захист цілей суспільних інтересів; з цією метою необхідно забезпечити, щоб компетентний орган надавав такий захист не лише громадянам своєї країни, але й усім громадянам Співтовариства; щоб покращити взаємну довіру між державами-членами, важливо чітко визначити цю відповідальність з боку держави-члена, звідки надходять послуги; крім того, для того, щоб ефективно гарантувати свободу надання послуг і правову визначеність для постачальників і одержувачів послуг, такі послуги інформаційного суспільства повинні в принципі підпадати під дію законодавства держави-члена, в якій засновано постачальника послуг.
Ступінь застосування принципу країни походження до надання послуг загалом була головною темою політичних суперечок під час обговорення запропонованої Директива про послуги на внутрішньому ринку.